# 城南街道 (内江市)
城南街道，是中华人民共和国四川省内江市市中区曾经下辖的一个街道。

## 行政区划
城南街道下辖以下地区：
上南街社区、新建村社区、交通路社区、黄桷街社区、沿江路社区和益民巷社区。